# Бровар (Коростень)
Бровар (до 1938 року — Іскорость) — колишнє село у Коростенській волості Овруцького і Коростенського повітів Волинської губернії та Іскоростенській (Іскоростській) сільській раді Коростенського (Ушомирського) району і Коростенської міської ради Коростенської і Волинської округ, Київської та Житомирської областей.

## Населення
Станом на 1923 рік в селі нараховувалося 400 дворів та 2 628 мешканців.

## Історія
Виділене в самостійний населений пункт, з назвою Іскорость, з міста Коростень Овруцького повіту Волинської губернії, на початку 20 століття. У березні 1921 року, в складі волості, передане до новоствореного Коростенського повіту. У 1923 році увійшло до складу Іскоростської сільської ради, котру, 7 березня 1923 року, включено до складу новоутвореного Коростенського району Коростенської округи; адміністративний центр ради.
1 червня 1935 року, відповідно до постанови Президії ЦВК УСРР «Про порядок організації органів радянської влади в новоутворених округах», в складі сільської ради, підпорядковане Коростенській міській раді Київської області. 10 грудня 1938 року, відповідно до постанови Житомирського обласного організаційного комітету «Про реалізацію Указу Президії Верховної Ради УРСР…», включене в межі м. Коростень.
Станом на 1 жовтня 1941 року значиться під назвою Бровар. 30 вересня 1958 року включене до складу новоствореної Іскоростенської сільської ради з центром у пос. Красний (Іскорость). 5 березня 1959 року підпорядковане Коростенській міській раді.

## Відомі люди
- Вознюк Петро Степанович (1912—1981) — український радянський живописець.